# Oreiallagma prothoracicum
Oreiallagma prothoracicum – gatunek ważki z rodziny łątkowatych (Coenagrionidae). Opisał go Douglas Eric Kimmins w 1945 roku pod nazwą Telagrion prothoracicum. Znany tylko z miejsca typowego w Intag w prowincji Imbabura w północnym Ekwadorze. Brak stwierdzeń od czasu zebrania okazów typowych.